# Gnadenwald
Gnadenwald je obec v Rakousku ve spolkové zemi Tyrolsko v okrese Innsbruck-venkov. V soudním okrese Hall in Tirol. V obci žije 826 obyvatel.

## Poloha
Gnadenwald leží na severní terase údolí Innu pod Bettelwurfem na úpatí přírodního parku Karwendel. Velmi rozptýlená obecní oblast se rozkládá na území farních kostelů Svatý Martin a Svatý Michal a dalších osad.
Obec má velký podíl dojíždějících.
K obci patří také vrchol Hinterhornalm (1524 m n. m.) a vrchol Walder Alm (1501 m n. m.), vzdálený 20 minut chůze na východ. Gnadenwald leží na Tyrolské svatojakubské cestě.
Rozloha obce Gnadenwald je 11,49 km², z toho 19,4 % připadá na zemědělskou půdu a 2,1 % na zahrady, 6,5 % tvoří alpské louky a 63,3 % lesy. Z celkové rozlohy je 31,7 % území osídleno.

### Části obce
Součástí obce Gnadenwald je i stejnojmenné katastrální území. Ke Gnadenwaldu patří následující části:
- Svatý Martin (Rotte)
- Svatý Michael (Rotte)
- Brantach (osada)
- Außerwald (rozptýlené domy)
- Gungglkopf (roztroušené domy)
- Innerwald (rozptýlené domy)
- Mairbach (rozptýlené domy)

Dalšími lokalitami v obci jsou klášter svatého Martina, Speckbacherova kaple a kaple Walder Alm. Jedinou horskou salaší v obci je Walder Alm. 

### Sousední obce
Obec Gnadenwald sousedí
|       | Vomp     |         |
| Absam |          | Terfens |
|       | Fritzens |         |

## Historie
Podle archeologických nálezů pazourkové čepele, brože z pozdní doby laténské a keramiky z pozdní doby železné  byla oblast osídlená už v pravěku.
První písemná zmínka pochází z roku 1071, kdy byl majetek v locis Walda (latinsky vesnice Wald) a Ǒste (Österberg) převeden na kolegiátní klášter svaté Gertrudy v Augsburgu jako dar. V roce 1085 bylo místo pojmenováno jako mons supra Tervanes (latinsky hora nad Terfens). V roce 1277 jsou v listinách zmiňovány různé Schwaighof na území dnešní obce. Již v roce 1313 je obec, která se tehdy ještě nazývala Gemain auf dem Wald, doložena jako finančně (daňově) nezávislá obec pod správou dvora Thaur. 
V roce 1445 byla postavena pustevna, která byla v roce 1497 přestavěna na malý klášter, kde se  následně usadily sestry z kláštera magdalenek v Absamu, ale v roce 1520 klášter vyhořel. Teprve o 118 let později byl klášter včetně kostela přestavěn a od té doby v něm až do roku 1820 žili poustevníci.
Název Gnadenwald je poprvé doložen v roce 1718 a od roku 1800 je oficiálním názvem.
Hospodářskou základnu obce tvořily kromě Schwaighöfen také čtyři mlýny na prach (prachárny) do roku 1893 a lom na mramor.

## Kulturní památky
- Katolický farní kostel svatého Michala v Gnadenwaldu je poprvé zmiňován v listině z roku 1337, pravděpodobně byl postaven jako dřevěný kostel v 11. století. V roce 1741 byl barokizován a v roce 1825 prodloužen. Věž a úzká vitrážová okna stále ukazují na gotické kořeny kostela. Pozoruhodné jsou nástropní fresky götznerského malíře Antona Kirchebnera z roku 1730, které zobrazují gnadenwaldskou krajinu se dvěma kostely a dobový lidový kroj. Fara ke kostelu byla postavena v roce 1741, kdy byl Gnadenwald povýšen na farnost. V roce 1908 byla před kostelem vysazena lípa u příležitosti 60. výročí nástupu císaře Františka Josefa.[5][7]
- Benefiční kostel svatého Martina pochází z kaple postavené již v 11. století v blízkosti loveckého zámečku. Od roku 1445 byla ke kostelu připojena poustevna, která byla později rozšířena na klášter, který však v roce 1520 vyhořel spolu s kostelem. Nová budova, dokončená v roce 1638, byla v letech 1724–1732 zbarokizována. Kostelní věž byla v roce 1692 kompletně přestavěna, protože ta původní byla poškozena při zemětřesení v roce 1670.[5][7]
- Na místě rodného domu Josefa Speckbachera dnes stojí Speckbacherova pamětní kaple, která připomíná tyrolského bojovníka za svobodu.[7][8]
- Kapli Marie Schutzové nad Walder Alm věnovali v letech 1965–1967 navrátilci z druhé světové války z vděčnosti za to, že přežili válku.[7]

## Znak
Blason: Zeleně a zlatě polcený a šikmo dělený, v hlavě štítu a na dělící čáře vlevo nahoře a vpravo dole kříž smíšených barev.
Jedním z výkladů je, že zelená rozeklaná horská silueta odkazuje na polohu obce na terase údolí řeky Inn a na úpatí strmých a členitých vápencových hor. Druhý výklad se opírá o kříže a siluetu lesa jako odkaz na název obce.
Barvy obecní vlajky jsou žlutozelené.

## Galerie

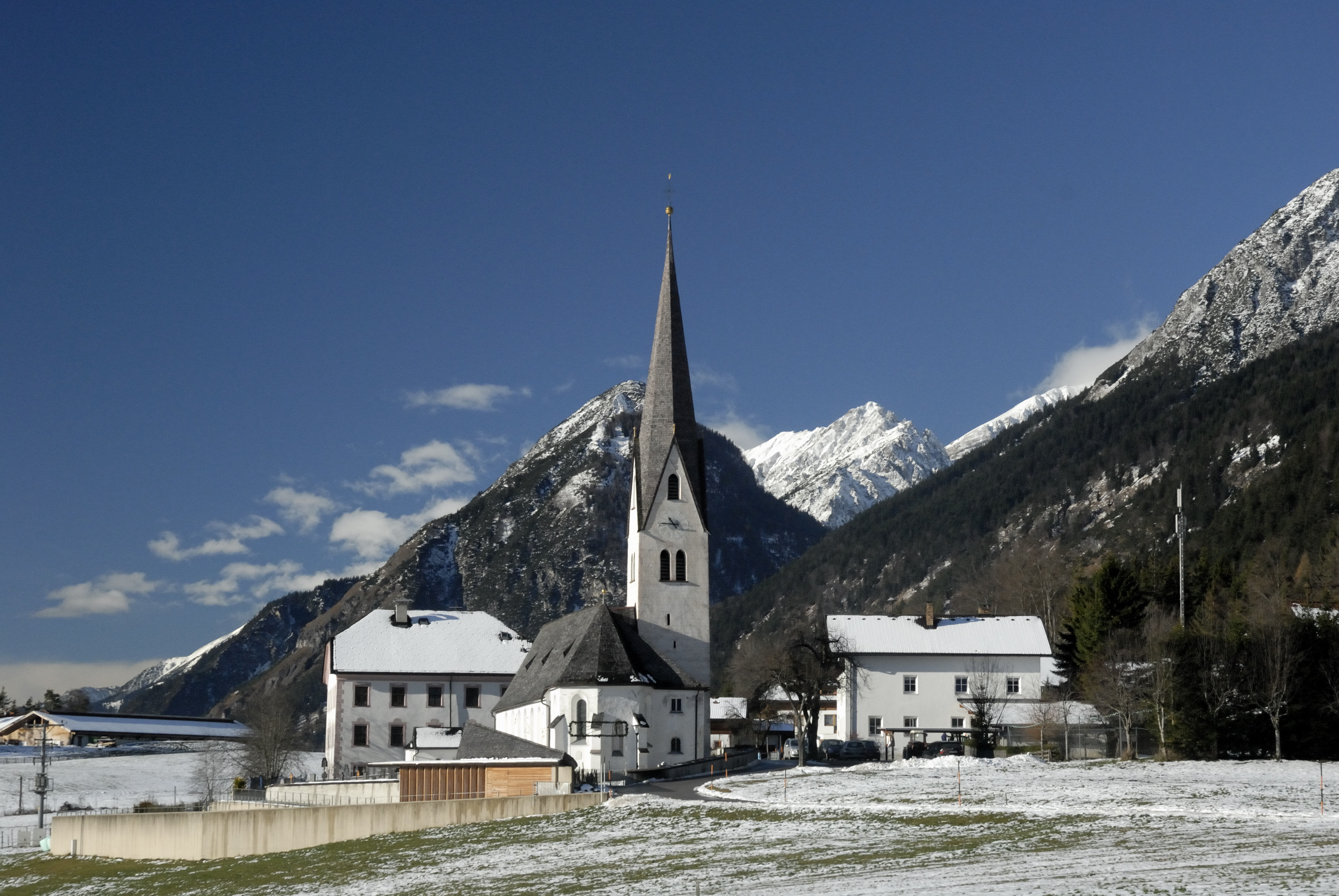
Farní kostel svatého Michaela
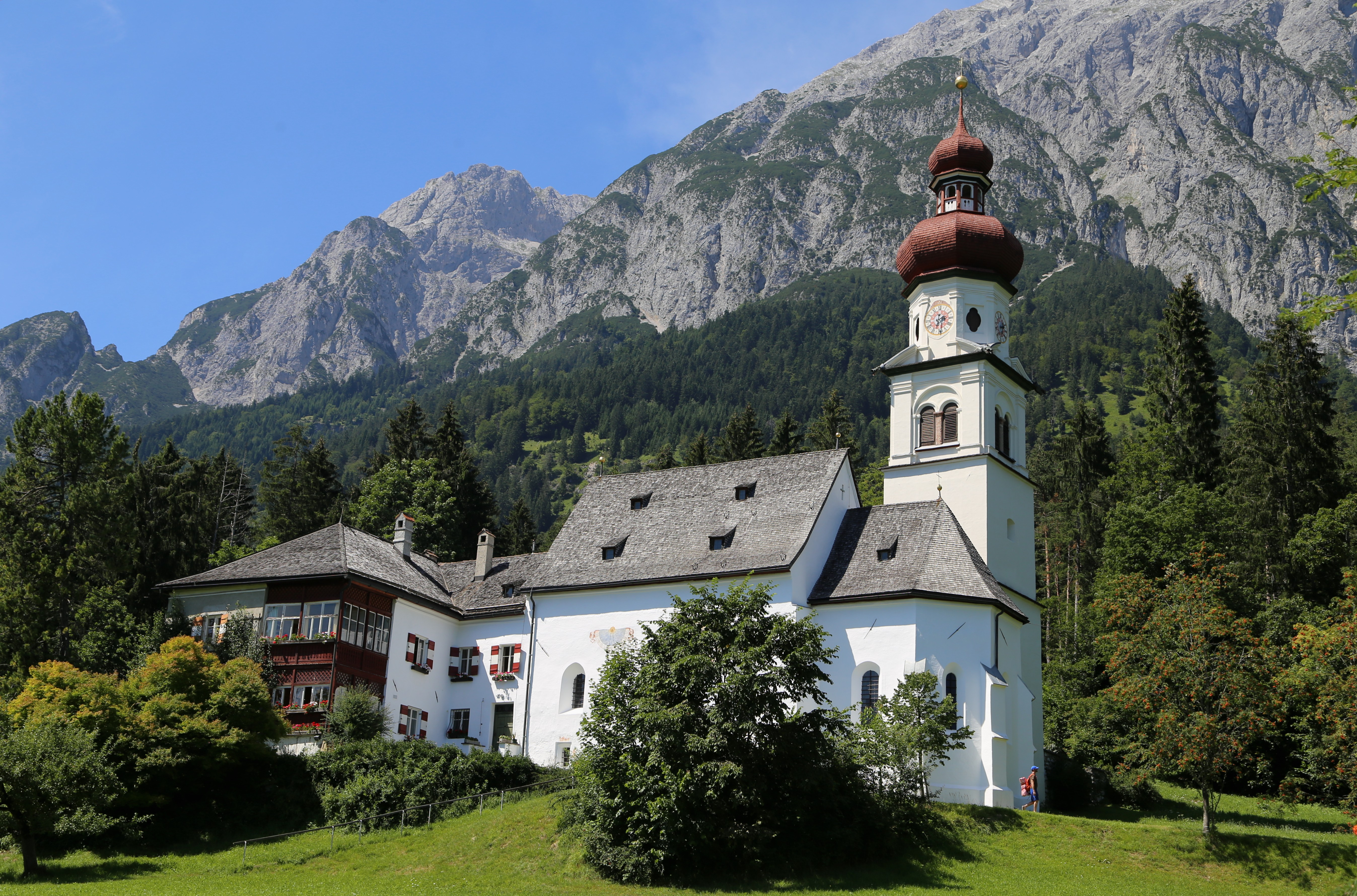
Kostel svatého Martina
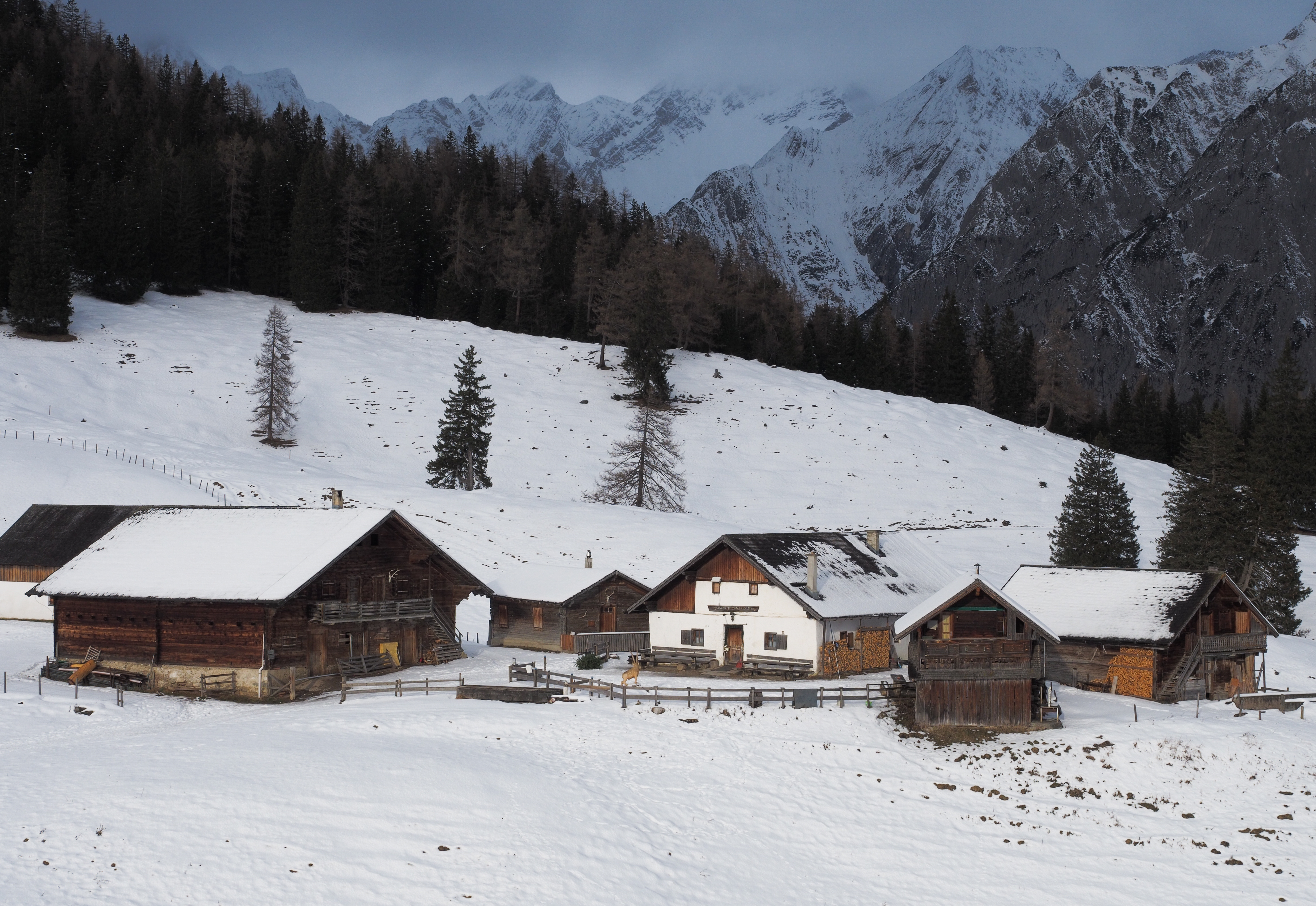
Walder Alm v zimě
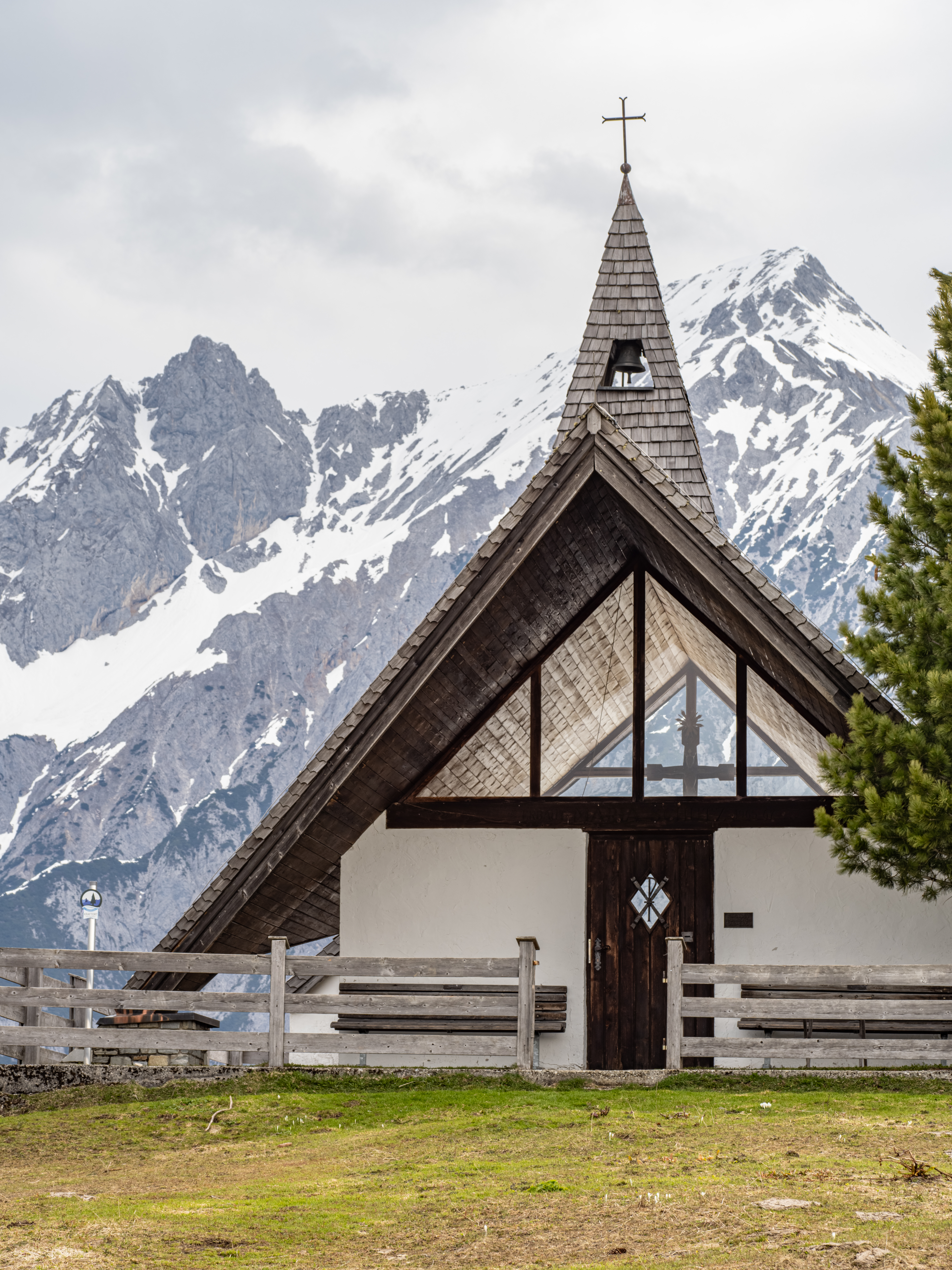
Kaple na Walder Alm